# Ruisbroek (Anvers)
Pour les articles homonymes, voir Ruysbroeck.
Ruisbroek, ou Ruysbroeck parfois en français, est une section de la commune belge de Puers-Saint-Amand, en province d'Anvers. C'était une commune à part entière avant la fusion des communes de 1977.

## Démographie

### Évolution démographique
- Sources : INS, Rem. : 1831 jusqu'en 1970 = recensements, 1976 = nombre d'habitants au 31 décembre[3].